# Catholicon (église)
Pour les articles homonymes, voir Catholicon.

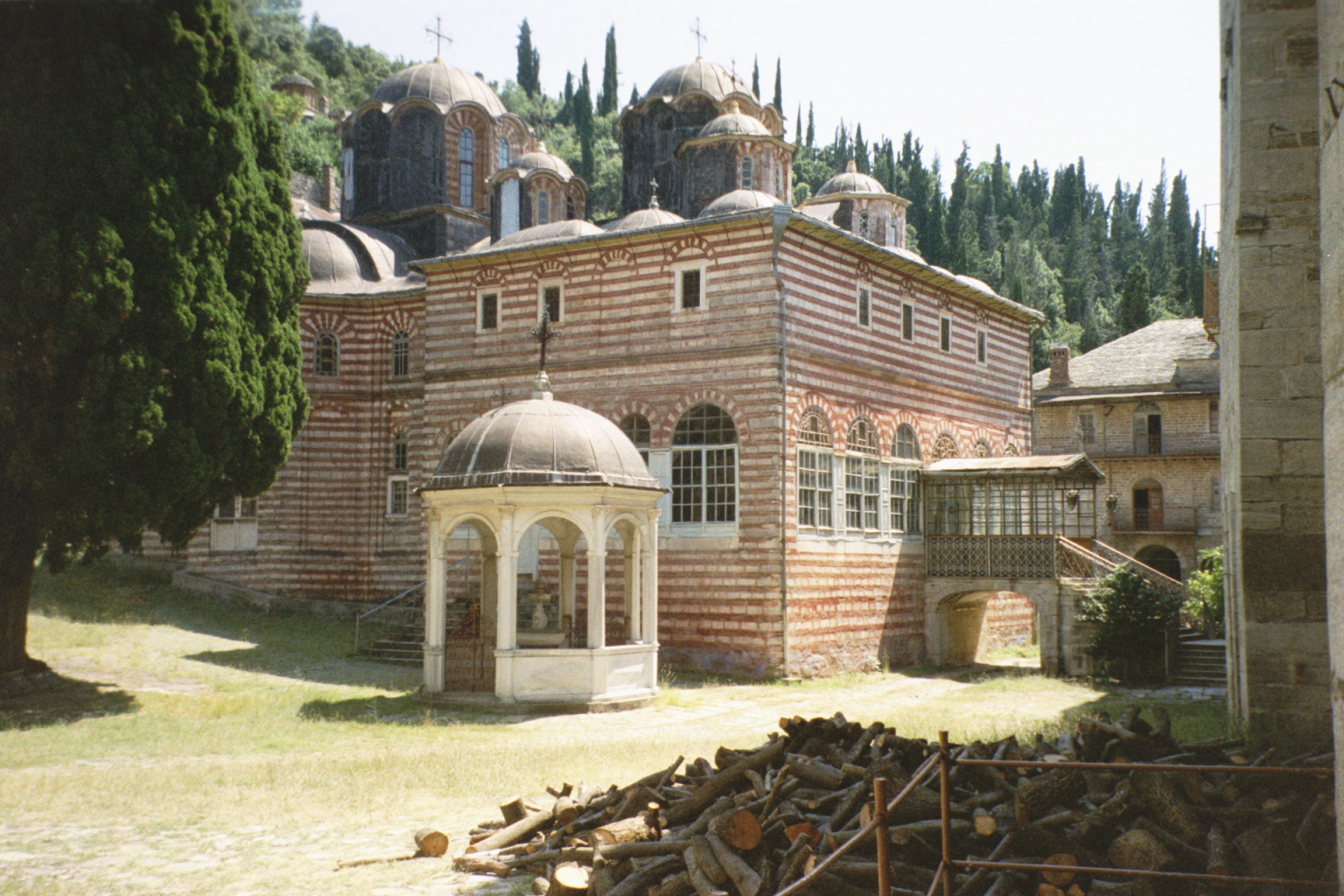
Le catholicon du monastère de Zographou sur le Mont Athos.

Catholicon ou katholikon est un mot provenant du grec moderne (καθολικόν) qui désigne la principale église ou le principal bâtiment d'une église d'un monastère de l'Église orthodoxe. Dans un évêché, on parle plutôt de katholiki ekklesia.  

## L'église principale du monastère
Généralement, le catholicon porte le nom du saint (ou de la fête) auquel (à laquelle) est dédié le monastère. Mais ce n'est pas une règle absolue.
Le catholicon doit être situé au centre du périmètre, souvent quadrangulaire, selon lequel s'ordonnent les différents bâtiments monastiques. Le réfectoire est souvent situé près de l'accès principal du catholicon, à l'Ouest, car les moines passent souvent en procession solennelle d'un lieu à l'autre.
Ce terme catholicon n'est pas utilisé par les sources byzantines qui emploient simplement le terme signifiant église (naos ou ekklesia).
La liturgie ne peut avoir lieu qu'une fois par jour sur un même autel. C'est la raison pour laquelle les monastères possèdent fréquemment plusieurs petites églises secondaires et chapelles en sus du catholicon.

## Catholikon et kyriakon
Le catholicon ne se trouve que dans un monastère. L'église principale d'une skite, maison ou village monastique, s'appelle un kyriakon, terme qui a donné les mots "église" (Kirche, church, kerke, kirke) dans les différentes langues germaniques.

## Catholicon etkatholiki ekklesia
Il ne faut pas confondre le catholicon, qui est une église monastique, avec la katholiki ekklesia (littéralement "église catholique") qui est une grande église orthodoxe qu'on a dû construire au centre d'une ville pour accueillir l'affluence des fidèles lorsque la cathédrale en titre a été estimée de trop petite taille.
C'est le cas de la ville actuelle de Limassol à Chypre qui a deux cathédrales, une très petite et une de taille moyenne ainsi qu'une église plus vaste dite "katholiki". Pour une raison évidente, le terme n'est pas passé dans la langue française. Il est l'équivalent du russe sobor.
Le canon 59 du concile in Trullo, tenu en 691, stipule que les baptêmes doivent être célébrés dans les katholikai ekklesiai : le terme désigne déjà les églises principales d'un évêché.